# The Foundation
Albums de Geto Boys
Greatest Hits
(2002) Best of the Geto Boys
(2008)
Singles
1. G-Code
Sortie : 2005
2. Yes, Yes, Y'All
Sortie : 2005

The Foundation est le septième album studio des Geto Boys, sorti le 25 janvier 2005.
Cet opus est sorti après la deuxième réunification du groupe, la première ayant eu lieu lors de la publication de The Resurrection en 1996.
L'album s'est classé 3e au Top R&B/Hip-Hop Albums et 19e au Billboard 200.

## Liste des titres
| No  | Titre                                                       | Contient un (des) sample(s) de                  | Durée |
| --- | ----------------------------------------------------------- | ----------------------------------------------- | ----- |
| 1.  | Intro (Produit par Mike Dean)                               |                                                 | 1:00  |
| 2.  | Declaration of War (Produit par Mike Dean et Tone Capone)   |                                                 | 3:48  |
| 3.  | Yes, Yes, Y'all (Produit par Scarface)                      |                                                 | 3:45  |
| 4.  | We Boogie (Produit par Scarface)                            |                                                 | 4:20  |
| 5.  | When It Gets Gangsta (featuring Z-Ro – Produit par Cory Mo) |                                                 | 4:04  |
| 6.  | I Tried (Produit par Tone Capone)                           | Each Day I Cry a Little d'Eddie Kendricks       | 4:05  |
| 7.  | 1, 2, the 3 (Produit par Tone Capone)                       | Hang Out & Hustle de Charles « Sweet » Sherrell | 3:52  |
| 8.  | G-Code (Produit par Scarface)                               |                                                 | 4:12  |
| 9.  | What? (Produit par Scarface)                                |                                                 | 4:02  |
| 10. | Leanin on You (Produit par Mr. Mixx)                        | If You Move I'll Fall des Soul Children         | 4:12  |
| 11. | Nothin' 2 Show (Produit par Cory Mo et Willie D.)           |                                                 | 5:00  |
| 12. | Real Ni@@a Sh!t (Produit par Scarface)                      |                                                 | 3:58  |
| 13. | The Secret (Produit par Tone Capone)                        |                                                 | 4:25  |
| 14. | Dirty B@!ch (Produit par Mike Dean)                         |                                                 | 4:20  |
| 15. | Outro (Produit par Mike Dean)                               |                                                 | 1:02  |